# Elacatis bengalensis
Elacatis bengalensis là một loài bọ cánh cứng trong họ Salpingidae. Loài này được Sen Gupta miêu tả khoa học năm 1977.